# Camponotus vulpus
Camponotus vulpus är en myrart som beskrevs av Santschi 1926. Camponotus vulpus ingår i släktet hästmyror, och familjen myror. Inga underarter finns listade.